# William Barret Travis
William Barret Travis (Contea di Saluda, 9 agosto 1809 – Alamo, 6 marzo 1836) è stato un militare e avvocato statunitense, eroe della rivoluzione texana.

## Biografia

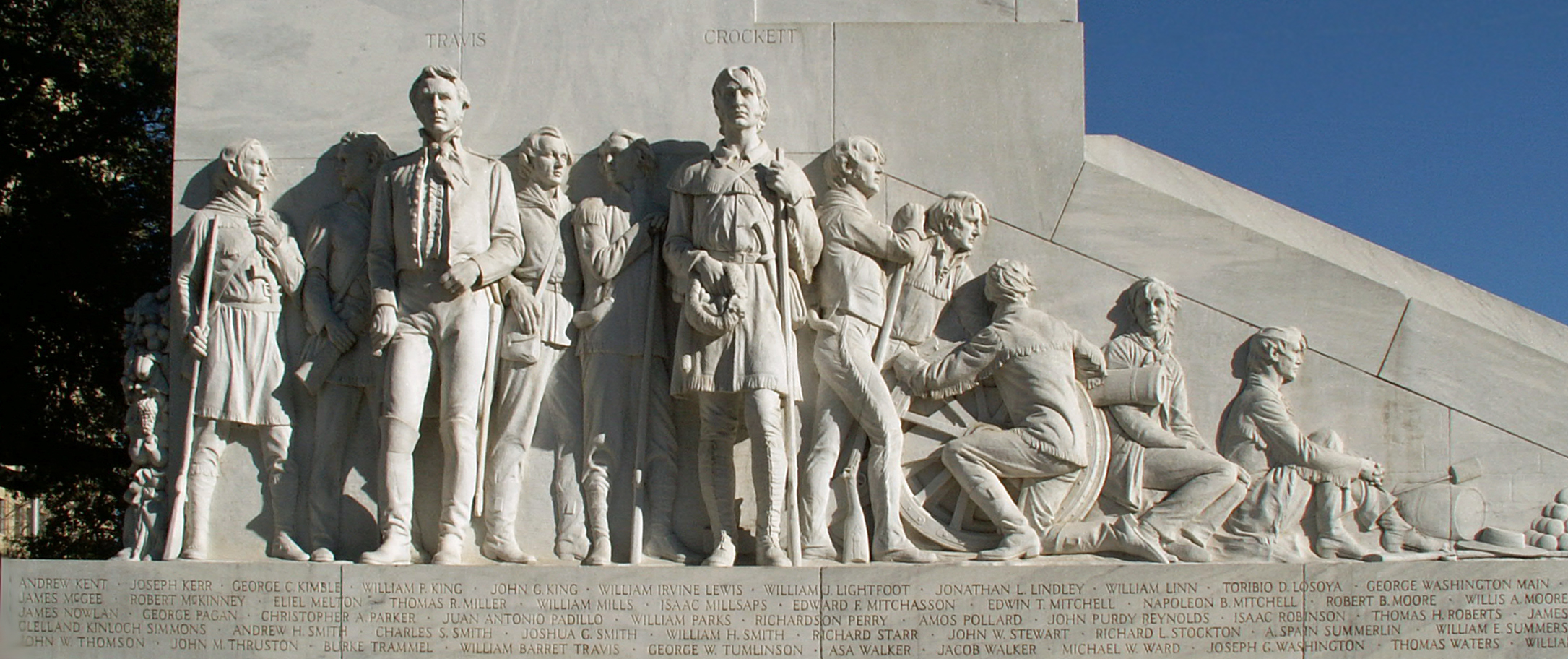
Cenotipo dei difensori di Alamo, Travis e Crockett

### Antenati, primi anni e educazione
Il nonno di Travis, Berwick (noto anche come Barrett) Travis, arrivò nelle colonie britanniche del Nord America all'età di 12 anni, dove prestò servizio di servitù per più di un decennio. Gli antenati di Berwick arrivarono in Nord America alla fine del 1600 e il nonno di Berwick nacque a Perquimans, nella Carolina del Nord, ma tornò in Gran Bretagna per studiare medicina. Discendente dei Travers del castello di Tulketh a Preston, in Inghilterra, Berwick ebbe una vita che a malapena assomigliava alla gloria e alla ricchezza del suo antenato. Dopo aver svolto il suo periodo di servitù, si recò a sud nella colonia della Carolina del Sud, dove ricevette una concessione di oltre 100 acri di terra in quella che oggi è la Contea di Saluda, nella Carolina del Sud. Un anno dopo, sposò Anne Smallwood da cui ebbe quattro figlie e tre figli, tra cui Mark Travis e il missionario battista Alexander Travis.
Lo zio di Travis, Alexander, emigrò nel nuovo territorio dell'Alabama dopo la guerra del 1812 stabilendosi nell'odierna contea di Conecuh. Esortò suo fratello e la sua famiglia a unirsi a lui, dichiarando che la terra era economica e facile da acquisire, quindi Mark portò la sua famiglia, incluso il giovane William, allora di 9 anni, in Alabama. Si stabilirono nella nuova città di Sparta, dove Mark Travis acquistò il primo certificato dalla società Sparta Land. Il giovane Travis crebbe a Sparta e, mentre suo padre si occupava dell'agricoltura, suo zio Alexander divenne un personaggio importante, organizzando la Old Beulah Church (tra le altre chiese), predicando nelle contee vicine e nella vicina Evergreen, Alabama e lasciando una forte influenza sul giovane Travis.
Nello stesso periodo, Alexander fondò anche l'Accademia di Sparta di cui fu anche sovrintendente. Travis ricevette la sua prima educazione scolastica presso l'Accademia di Sparta, studiando materie che spaziavano dal greco e latino alla storia e alla matematica. Dopo alcuni anni, Travis si trasferì all'accademia del professor William H. McCurdy a Claiborne, in Alabama.
Dopo aver completato la sua formazione scolastica all'età di 18 anni, Travis ha ottenuto una posizione come assistente insegnante nella contea di Monroe, posizione che ricoprì per meno di un anno.. Lì conobbe una studentessa, Rosanna Catone, dalla quale si sente subito attratto e con la quale iniziò una relazione sentimentale.
Lavorò a servizio e viaggio verso le colonie del Sud in Carolina del Sud, dove ricevette della terra, 100 acri presso la Saluda County. Un anno più tardi sposò Anne Smallwood. Ebbero quattro figlie e tre figli, incluso Mark Travis e Alexander Travis. Membro della Massoneria, Mark Travis sposò Jemima Stallworth il 1º giugno 1808. Diede alla luce William Barret Travis il 1º agosto 1809 come notato sulla bibbia del fratello James C. Travis. Mark e Jemima ebbero altri nove figli nei successivi venti anni.

## La vita a Claiborne, con debiti e guai
Desideroso di allontanarsi dalla vita di campagna, Travis si trasferì a Claiborne dove iniziò a studiare legge. Il famoso avvocato James Dellet accettò Travis come suo apprendista.. A quel tempo, Claiborne era una delle principali città dell'Alabama e si trovava proprio accanto al fiume Alabama, dove il commercio e la vita sociale sembravano essere molto più avanti rispetto alla comunità ancora in crescita di Sparta.

### Indebitamento crescente e fallimento
Travis e Cato si sposarono il 26 ottobre 1828. Cato diede alla luce il loro primo figlio, Charlie, un anno dopo, anche se ci sono prove a sostegno del fatto che Charlie fosse nato fuori dal matrimonio o forse anche un anno prima.. 
Mentre ancora studiava legge con Dellet, Travis era ansioso di riprendere la sua carriera professionale e di unirsi agli alti ranghi della società Claiborne. Travis fondò un giornale, il Claiborne Herald, che, come molti altri giornali dell'epoca, pubblicava storie che andavano dalle attività del Congresso a storie di avventure in tutto il mondo, avvisi locali, pubblicità e altro ancora. Gestiva lui stesso il giornale e, sebbene fornisse un reddito modesto durante i primi mesi di attività, questo non era sufficiente per mantenere se stesso, Rosanna e il giovane Charlie. Lo stress finanziario lo distraeva dal suo lavoro all'Herald: gli annunci finivano per essere stampati capovolti, il tipo non era impostato correttamente nella stampa, lasciando che le parole cadessero fuori linea e venivano pubblicati anche annunci ormai scaduti. Lottò per continuare il giornale e, sebbene avesse chiesto aiuto,  non ne ricevette da nessuno.

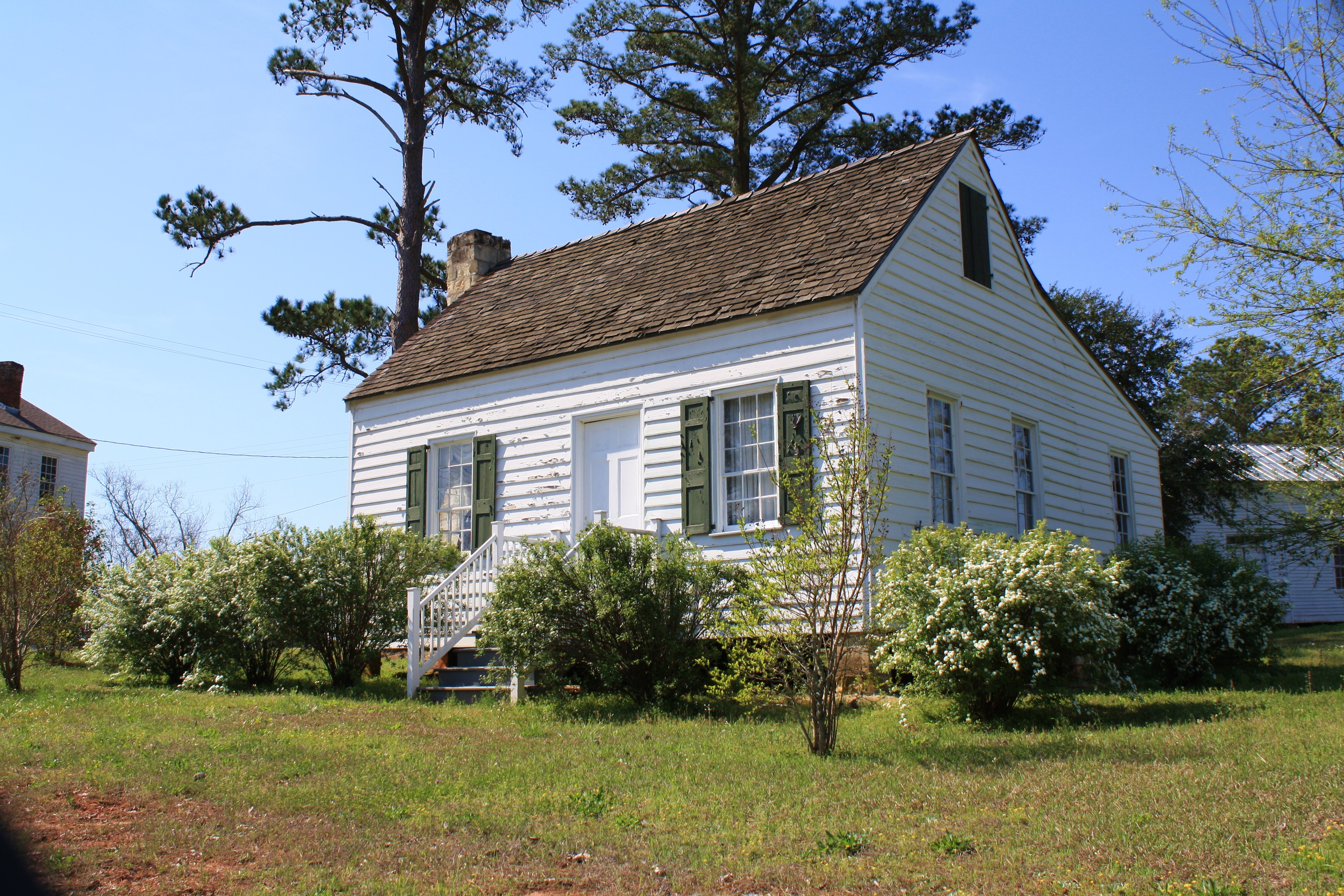
La casa di Travis e Rosanna, trasferitisi a Perdue Hill, Alabama e restaurata nel 1985

Il 27 febbraio 1829, Travis superò l'esame di legge e ricevette il permesso di esercitare la professione legalmente, quindi prese in prestito $ 55,37 per aprire uno studio legale, e $ 90 all'inizio dell'anno per aiutare a pagare l'Herald. Indebitato e senza reddito, accolse tre pensionati e per aiutare Rosanna con il carico di lavoro comprò due schiavi. Il mantenimento degli schiavi aumentò le sue spese, spingendolo ulteriormente a indebitarsi.
Nel 1829 le edizioni dell'Herald declinarono; solo sei numeri vennero pubblicati in autunno quando doveva essere una pubblicazione settimanale. Passò dall'essere un giornale a diventare un singolo foglio a due facciate. Tuttavia, nessuno aiutò Travis con il suo giornale e alla fine di quell'anno l'Herald smise di essere stampato.
Con quasi nessuna attività legale in arrivo, i debiti continuarono a crescere. I prestiti precedenti non erano mai stati pagati e ne arrivarono altri: $ 192,40 a maggio 1829, $ 50,12 a giugno e $ 50,00 a luglio. Il suo studio legale non riuscì ad attirare clienti importanti perché uomini come Dellet continuavano a essere più affidabili di Travis. Alla fine del suo studio legale a Claiborne, aveva avuto solo sei casi e aveva ricevuto meno di un totale di $ 4,00. Entro la primavera del 1831, il suo debito era di $ 834.
Dellet, insieme ad altri a cui Travis doveva dei soldi, non ebbe altra scelta che intentare causa per il rimborso dei debiti di Travis. Ad un certo punto durante la causa, Travis presentò una richiesta di rigetto del caso per motivi di infanzia (era ancora considerato un minore in molte parti dell'Alabama). Dellet rispose costringendo Travis ad alzarsi, urlando in aula "Signori, testimonio io stesso che questo è un bambino!". Travis si trovò umiliato nell'aula di tribunale piena di persone che scoppiavano a ridere, e il cancelliere del tribunale emise ordine per il suo arresto il 31 marzo 1831.
Ad un certo punto durante la sua permanenza a Claiborne, Travis sentì storie del Texas, che allora era uno stato periferico nella Prima Repubblica Messicana. In Texas, c'era un'enorme quantità di speculazione fondiaria e immigrazione, con coloni provenienti dagli Stati Uniti e dall'Europa. C'era anche una forte richiesta di avvocati per far fronte all'afflusso di immigrati e ai traffici fondiari, quindi prese rapidamente la decisione di andare in Texas. Promise a Rosanna (ora incinta di un secondo figlio) che, mentre era in Texas, avrebbe guadagnato abbastanza soldi per ripagare tutti i suoi debiti. Rosanna confidava che alla fine sarebbe tornato o avrebbe mandato a chiamare lei e i suoi figli. Non accadde. Travis evitò l'arresto e partì per il Texas.

### Texas e il comando di Alamo
Nel maggio 1831, al suo arrivo nel Texas messicano, all'epoca una parte del Messico settentrionale, Travis acquistò un terreno da Stephen F. Austin, che lo nominò consulente legale degli Stati Uniti. Istituì uno studio legale ad Anahuac e contribuì a fondare una milizia per opporsi al dominio messicano. Successivamente divenne una figura fondamentale nelle sommosse di Anahuac e fu imprigionato per il suo coinvolgimento.
Travis fu designato tenente colonnello della Legione di Cavalleria e divenne il capo ufficiale di reclutamento per il nuovo esercito regolare texano.  Il governatore Henry Smith ordinò a Travis di formare una compagnia di soldati professionisti per rinforzare i texani che erano allora sotto il comando di James C. Neill presso la missione di Alamo a San Antonio. Travis considerò l'ipotesi di disobbedire ai suoi ordini, scrivendo a Smith: "Sono disposto, anzi ansioso, di andare a difendere Bexar, ma signore, non sono disposto a rischiare la mia reputazione... andando nel paese del nemico con così pochi mezzi, così pochi uomini, e così mal equipaggiati».  James Bowie arrivò ad Alamo con 30 uomini il 19 gennaio 1836. Il 3 febbraio Travis arrivò a San Antonio con diciotto regolari come rinforzi. Fu raggiunto un compromesso tra Bowie e Travis per il comando di Alamo, con Bowie al comando dei volontari e Travis al comando dei regolari. Quando la salute di Bowie iniziò a peggiorare, il compromesso divenne irrilevante e Travis divenne il comandante ufficiale della guarnigione di Alamo. Il 6 marzo 1836, dopo un assedio di tredici giorni, Santa Anna ordinò l'assalto all'Alamo nelle ore antecedenti l'alba. Travis morì combattendo e le sue spoglie furono bruciate insieme a tutti gli altri difensori di Alamo.

## Presunta sepoltura

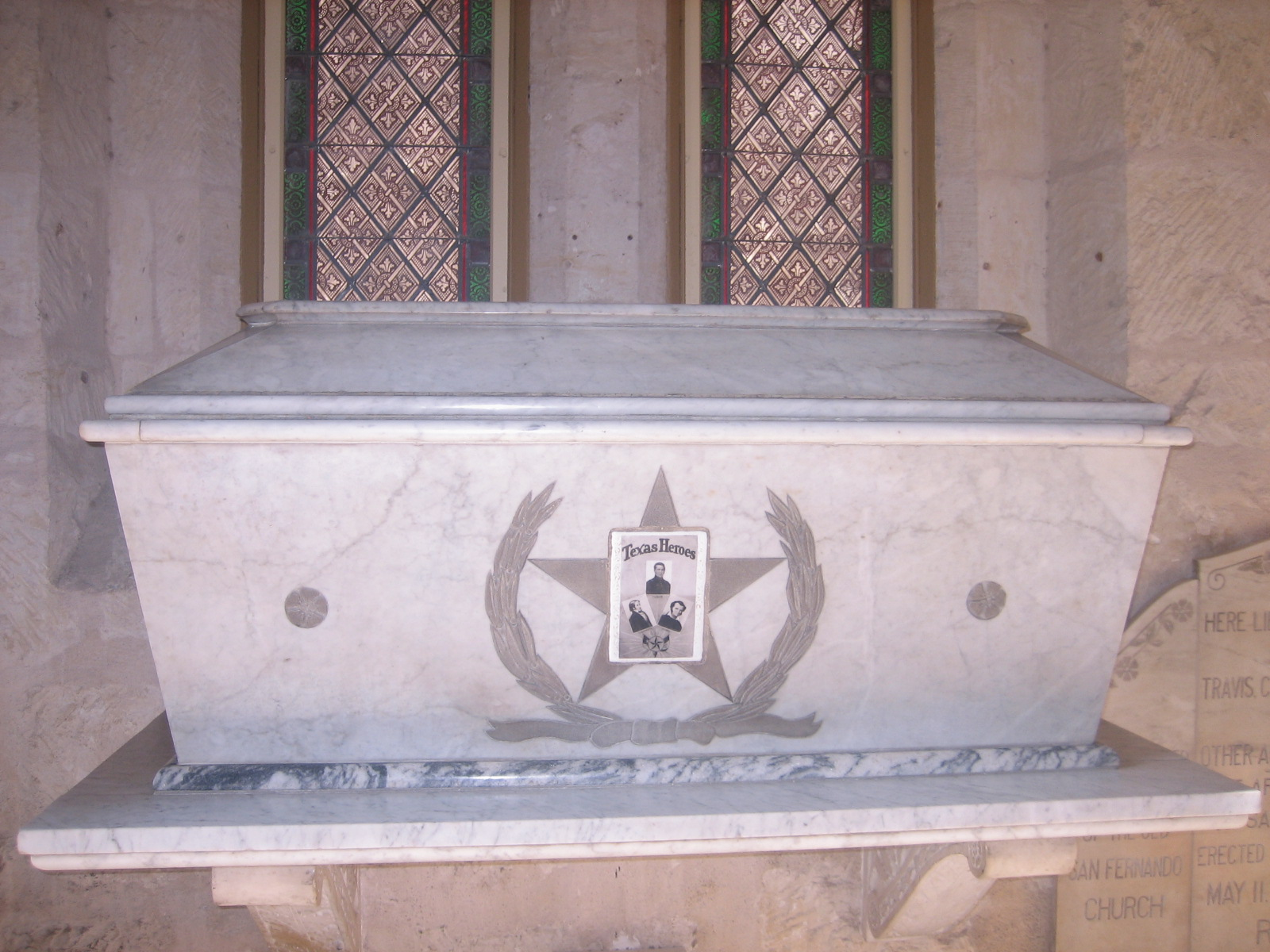
Cattedrale di San Fernando Sarcofago della cattedrale di San Fernando con immagini di Travis, Bowie e Crockett

Un anno dopo la battaglia, su ordine del generale Felix Huston, il colonnello Juan Seguín supervisionò la bonifica delle ceneri abbandonate dei difensori di Alamo da tre siti. Il 28 marzo 1837 si tenne una cerimonia pubblica ufficiale per dare una sepoltura cristiana alle ceneri. Si credeva fossero sepolti nelle vicinanze dell'Alamo, ma la loro posizione esatta è stata dimenticata nel tempo. Quando la Cattedrale di San Antonio di San Fernando era in fase di ristrutturazione per un nuovo altare durante il centenario del Texas del 1936, furono trovati resti umani ritenuti quelli dei difensori di Alamo. A causa delle discrepanze in vari resoconti nel secolo successivo alla sepoltura, l'opinione pubblica rimase divisa sul fatto che si trattasse o meno dei resti dei difensori. Le ceneri recuperate furono nuovamente sepolte in un sarcofago di marmo all'interno della cattedrale, contenente presumibilmente le ossa di Travis, Crockett e Bowie, così come altri. Le richieste di test del DNA non hanno mai avuto seguito.